# Joana d'Àustria

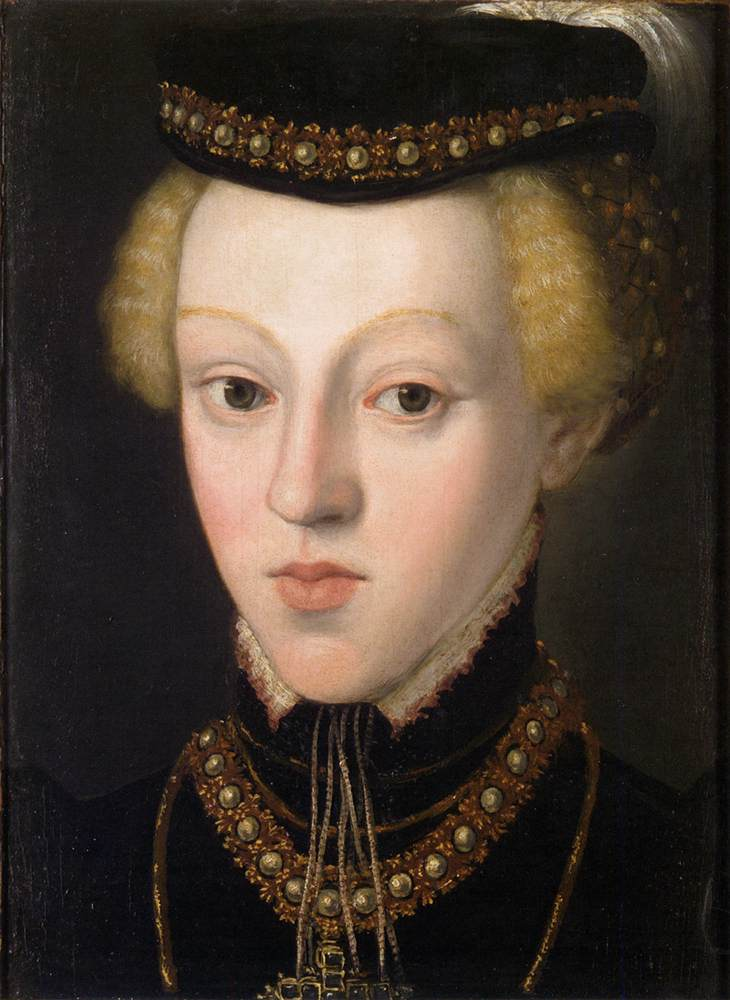
Retrat de Joana d'Àustria, obra possiblement de Bronzino.

Joana d'Àustria o Joana d'Habsburg (Praga, Sacre Imperi Romanogermànic 1547 - Florència, Gran Ducat de Toscana 1578) fou una princesa imperial i arxiduquessa d'Àustria que va esdevenir Gran Duquessa consort de Toscana.

## Orígens familiars
Va néixer el 24 de gener de 1547 a la ciutat de Praga, població situada en aquells moments al Sacre Imperi Romanogermànic, sent filla de l'emperador Ferran I del Sacre Imperi Romanogermànic i Anna d'Hongria. Fou neta per línia paterna de Joana I de Castella i Felip el Bell, i per línia materna de Ladislau II d'Hongria i Anna de Foix.
Fou germana, entre d'altres, d'Elisabet i Caterina d'Àustria, casades successivament amb Segimon II August de Polònia; l'emperador Maximilià II del Sacre Imperi Romanogermànic; l'arxiduc Ferran II d'Àustria; Elionor d'Àustria, casada amb Guillem I de Màntua; i Bàrbara d'Àustria, casada amb Alfons II d'Este.

## Núpcies i descendents
Es casà el 18 de desembre de 1565 amb Francesc I de Mèdici, fill del duc Cosme I de Mèdici i Elionor de Toledo. D'aquesta unió nasqueren:
- Elionor de Mèdici (1567-1611), casada el 1584 amb Vicenç I de Màntua
- Romola de Mèdici (1568)
- Anna de Mèdici (1569-1584)
- Elisabet de Mèdici (1571-1572)
- Lucrècia de Mèdici (1572-1574)
- Maria de Mèdici (1575-1642), casada el 1600 amb Enric IV de França i posteriorment regent de França (1610-1617)
- Felip de Mèdici (1577-1582)

No fou feliç al costat del seu espòs qui tenia com a amant a Bianca Cappello. Francesc no va dubtar a posar Blanca com a dama d'honor de la seva esposa per tenir-la a prop i mortificar Joana. Aquesta, però, comptava amb la simpatia del seu sogre, el qual decorà per a ella el Palazzo Vecchio amb pintures de pobles austríacs pintats per alumnes de Giorgio Vasari.
Joana d'Àustria morí l'11 d'abril de 1578 a la ciutat de Florència, en la qual mai se sentí a gust. L'octubre del mateix any Francesc i Bianca es casaven.